# Uliocnemis castalaria
Uliocnemis castalaria là một loài bướm đêm trong họ Geometridae.